# Álfheimr
Álfheimr, auch Albenheim (altnordisch álfheimr „Welt der Alben“), ist in der nordischen Mythologie der Ort, an dem der Wanengott Freyr von den Göttern ein Zahngeschenk erhalten hatte. Die Zahngabe ist ein Geschenk anlässlich des ersten Zahnes eines Kindes. Da der Ort in der Reihe der Götterwohnorte erwähnt wird, ist es naheliegend, darin den Wohnort Freyrs zu sehen.
Snorri Sturluson bezeichnet in der Prosa-Edda Álfheimr hingegen als Heimat der Lichtalben (ljósálfar). Räumlich liegt für ihn der Ort im Himmel im Gegensatz zur Heimat der Dunkelalben tief in der Erde.
Die Verbindung zwischen Wanen und Alben ergibt sich aus der chthonischen Natur beider. Die Trennung in eine Licht- und eine Dunkelalbenwelt durch Snorri ist offenbar christlich motiviert, sie ist jedoch schon in der zweiseitigen Natur der Alben, die in enger Beziehung zum Fruchtbarkeitskult und seinem Tod-und-Wiederkehr-Mythos stehen, enthalten.